# Drugovići (gmina Laktaši)
Drugovići (cyr. Друговићи) – wieś w Bośni i Hercegowinie, w Republice Serbskiej, w gminie Laktaši. W 2013 roku liczyła 721 mieszkańców.